# Stig Sellén

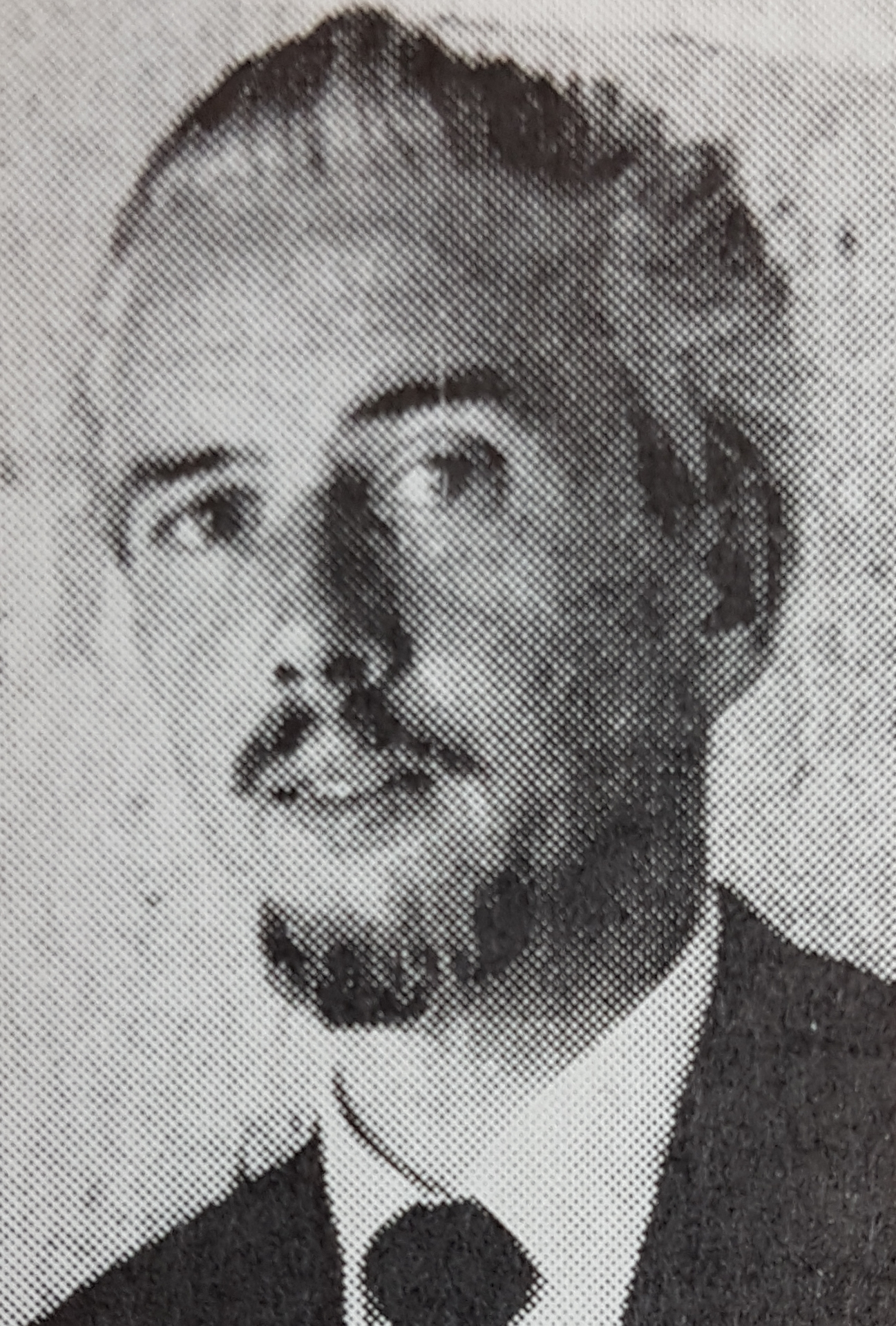

Stig Sixten Sellén, född 2 januari 1924 i Stockholm, död 15 augusti 2001 i Stockholm, var en svensk  målare, grafiker och skulptör. 
Han var oäkta son till spårvagnskonduktör Edvin Fjellström och Lovisa Alfredsson-Juvel, tog namnet Sellén när modern gifter sig med Hilding Sellén 1929 och från 1946 gift med Aina Marie Dovenstam. Sellén började måla 1946 och studerade vid Fetcós målarskola i Stockholm 1950–1952 och under ett flertal studieresor till Paris och Bornholm efter studieresan började han även skulptera 1952. Han debuterade med en utställning tillsammans med Gösta Eriksson på Galerie Moderne i Stockholm 1955 som följdes av en utställning tillsammans med Elis Nordh på Stadshusets Konst i Norrköping 1958. Separat ställde han bland annat ut Uppsala och Vällingby centrum. Han medverkade i ett flertal av HSB:s utställningar God konst i alla hem 1953–1957 och Salon des Réalités Nouvelles i Paris 1955 och utställningen Konstnärer på söder som visades på Stockholms stadsmuseum 1955, samt utställningen Svart och vitt på Konstakademien samt utställningar arrangerade av Sveriges allmänna konstförening och Liljevalchs Stockholmssalonger och vårsalonger. Bland hans offentliga arbeten märks tre stycken väggkompositioner i mosaik för Norrköpings stads hyresbostäder och det underjordiska garaget till fastigheten Klingsbergsgatan i Norrköping där han klädde in taket med färgad cement. 
1955 skapade Stig Sellén en ny rumsbild med färgernas hjälp. En miljöskapande konst, tänkt som ett led i ett arkitektoniskt sammanhang. Han sökte uppnå reliefverkan med optiska medel. Det blev karakteristiskt för Sellén att experimentera med rumsbildande konst genom måleri, reliefer, collage, subjektiva objekt och emalj. Det var collagen som betydde mest för Selléns utveckling och som följd därav, kom han fram till en syntes av måleri och skulptur i reliefer och subjektiva objekt. I sina kollage använde sig Sellén av bitar rivna och klippta ur bildtidningar.
Hans konst bestod till en början av figurativa stilleben och landskap men han övergick efterhand till att måla nonfigurativa kompositioner. Han sade sig misstro gränsdragningar och stilbegrepp. Han skulpterade i betong, trä, metall och plast. I Norrköping fick han en monumentaluppgift och gjorde en skulptural-arkitektonisk utformning av ett luftuttag från ett under planen befintligt garage. Han gjorde också emaljmålningar.
| ”           | ”Bitar så små att man inte med säkerhet kommer underfund med vad som avfotograferades i dem klistras ihop till nya enheter. Mörkt förs samman med mörkt och ljust med ljust lapparna emellan, så att nya, större former bildas. Ofta uppstår svindlande rumsligheter och ett raffinerat spel av ljus i en ogripbar värld” | „ |
| – Ulf Linde | |   |

## Separatutställningar i urval
- 1955 Galerie Moderne, Stockholm (Debut)
- 1955 Stadshusets Konst, Norrköping
- 1958 Norrköpings Museum
- 1960 Sturegalleriet, Stockholm
- 1960 Nutida Konst, Uppsala
- 1966 Stockholmshallen
- 1967 Wadköpinghallen, Örebro
- 1968 PUB-Expon, Stockholm
- 1969 Galleri Munken, Halmstad
- 1970/78 Galerie S:t Paul, Stockholm
- 1983 Galerie Moderne, Stockholm
- 1989/90 Galleri Överkikaren, Stockholm
- 1991 Smålands Konstarkiv

## Representerad
- Norrköpings konstmuseum, Svenska ambassaden i Hanoi, Stockholms läns landsting, Solna kommun och Östergötlands läns landsting.

## Offentliga verk i urval
- Gestaltning av planen framför Klingsbergsgatan 57-61, kvarteret Notarien i Norrköping, mosaiker i de tre entréerna samt utformning av luftutsläpp från ett underjordiskt garage, 1959-63
- Stockholm:
- Emaljmålningar på  Brännkyrka brandstation i Stockholm
- Emaljmålning i format 225 x 450 cm i entré i Ektorps centrum i Nacka